# محمد حسين (سباح)
محمد حسين (مواليد 10 سبتمبر 1991) هو سبّاح مصري. شارك في الألعاب الأولمبية الصيفية 2016 ضمن منافسة 200 متر فردي متنوع.

## سجل المشاركات
| العام    | المسابقة                      | المكان                        | الحدث               | المركز                | التوقيت  |
| يمثل مصر | يمثل مصر                      | يمثل مصر                      | يمثل مصر            | يمثل مصر              | يمثل مصر |
| -------- | ----------------------------- | ----------------------------- | ------------------- | --------------------- | -------- |
| 2010     | بطولة العالم للسباحة (25 متر) | دبي، الإمارات المتحدة العربية | 200 متر ظهر         | 26 (التصفيات)         | 1:59.57  |
| 2010     | بطولة العالم للسباحة (25 متر) | دبي، الإمارات المتحدة العربية | 50 متر ظهر          | 47 (التصفيات)         | 26.20    |
| 2010     | بطولة العالم للسباحة (25 متر) | دبي، الإمارات المتحدة العربية | 100 متر حرة         | 53 (التصفيات)         | 50.20    |
| 2010     | بطولة العالم للسباحة (25 متر) | دبي، الإمارات المتحدة العربية | 100 متر ظهر         | 42 (التصفيات)         | 55.38    |
| 2011     | الألعاب الأفريقية             | مابوتو، الموزمبيق             | 100 متر ظهر         | برونزية               | 57.63    |
| 2011     | دورة الألعاب العربية          | الدوحة، قطر                   | 50 متر ظهر          | فضية                  | 26.63    |
| 2011     | دورة الألعاب العربية          | الدوحة، قطر                   | 100 متر ظهر         | برونزية               | 56.85    |
| 2011     | دورة الألعاب العربية          | الدوحة، قطر                   | 200 متر ظهر         | برونزية               | 2:05.44  |
| 2011     | دورة الألعاب العربية          | الدوحة، قطر                   | 4 × 100 تتابع متنوع | ذهبية                 | 3:46.37  |
| 2015     | بطولة العالم للألعاب المائية  | كازان، روسيا                  | 50 متر ظهر          | 40 (التصفيات)         | 26.42    |
| 2015     | بطولة العالم للألعاب المائية  | كازان، روسيا                  | 100 متر ظهر         | 36 (التصفيات)         | 55.85    |
| 2015     | بطولة العالم للألعاب المائية  | كازان، روسيا                  | 200 متر فردي متنوع  | 8 (نصف النهائي الأول) | 2:01.41  |
| 2016     | الألعاب الأولمبية الصيفية     | ريو دي جانيرو، البرازيل       | 200 متر فردي متنوع  | 25 (التصفيات)         | 2:02.36  |
| 2017     | بطولة العالم للألعاب المائية  | بودابست، المجر                | 200 متر فردي متنوع  | 17 (التصفيات)         | 2:00.68  |
| 2017     | بطولة العالم للألعاب المائية  | بودابست، المجر                | 4×100 تتابع حر      | 15 (التصفيات)         | 3:18.23  |

## روابط خارجية
- محمد حسين (سباح) على موقع الاتحاد الدولي للسباحة (الإنجليزية)
- محمد حسين (سباح) على موقع اللجنة الأولمبية الدولية (الإنجليزية)
- محمد حسين (سباح) على موقع أوليمبيديا (الإنجليزية)